# ألبرت جايجر
ألبرت جايجر هو متزحلق سويسري، ولد في 7 أكتوبر 1946 في رهازونز ‏ في سويسرا.

## وصلات خارجية
- ألبرت جايجر على موقع اللجنة الأولمبية الدولية (الإنجليزية)
- ألبرت جايجر على موقع أوليمبيديا (الإنجليزية)